# Franz Lüdtke
Franz Lüdtke, Pseudonym Frank Hinrich Brastatt (* 5. August 1882 in Bromberg; † 30. April 1945 in Oranienburg) war ein deutscher Volkstumspolitiker, der vor allem in der Zeit des Nationalsozialismus als Geschichtsschreiber, Schriftsteller und Mitherausgeber der Schriftenreihe „Deutsche Männer“ (1935 ff.) hervortrat.

## Leben

### Politiker
Der promovierte Lehrer Lüdtke hatte Geschichte, Philosophie und Erziehungskunde studiert. Er unterrichtete in Bromberg und Oranienburg. Sein volkstumspolitisches Programm resultierte teilweise aus seiner Herkunft aus Bromberg, das seit Januar 1920 zu Polen gehörte. 
Er war in den Jahren 1928/29 als „Führer der nationalen Ostbewegung“ im „Deutschen Ostmarkenverein“ tätig und strebte damals an, vom jungen Nationalstaat Polen „altgermanischen Raum“ zurückzugewinnen.
Trotz früherer Zugehörigkeit zu einer Freimaurerloge trat Lüdtke zum 1. August 1932 der NSDAP bei (Mitgliedsnummer 1.229.042). Nach der Machtergreifung der Nationalsozialisten 1933 überführte er den Ostmarkenverein in den Bund Deutscher Osten (BDO), dessen Reichsführer er war, bis er von Theodor Oberländer abgelöst wurde. Im Herbst 1933 stellte er in einer Rede vor Historikern in Königsberg seine Ostvisionen vor: er würde keine andere deutsche Ostgrenze anerkennen als eine, die vom Baltikum nach Siebenbürgen, von der Weichsel bis zur Wolga, insgesamt von der Ostsee bis ans Schwarze Meer verlaufe. 1936 befasste er sich in König Heinrich I. mit der „gewaltigsten Leistung unseres Volkes“, mit der „Ostkolonisation“, i. e. Ostsiedlung, des Mittelalters. Lüdtke deutete sie im Sinne der „Ostforschung“ als Rückgewinnung „altgermanischen Raumes“ aus slawischer Hand, „den das lebendige Blut unzähliger Geschlechter arthaft und heimatlich formen durfte“. Als Hauptabteilungsleiter des Außenpolitischen Amtes der NSDAP arbeitete er eng mit Albert Brackmann zusammen, der dafür sorgte, dass jede wissenschaftliche Arbeit, die sich mit Ostgeschichte beschäftigte, vom BDO gebilligt wurde. Daneben war er Vortragsredner der Reichsdienststelle Deutsches Volksbildungswerk.

### Geschichtsschreiber
Kernfigur des an die „kleindeutsch-norddeutsch-protestantische Geschichtsauffassung“ angelehnten völkischen Geschichtsbildes Lüdtkes war zunächst Heinrich I. (919–936). Dieser galt seit Heinrich von Sybel als nationaler Reichsgründer. Ganz im Sinne der Position Sybels im Sybel-Ficker-Streit kritisierte er mit seiner Wertung Heinrichs „den Scheinglanz eines kirchlich und römisch geprägten Kaisertums“ und integrierte ihn in die „rassischen Erkenntnisse unserer Tage“. Heinrich Himmler stützte sich in seiner Rede am 2. Juli 1936 in Quedlinburg zum 1000. Todestag Heinrichs I., die er für die wichtigste seiner Karriere hielt, in einigen Passagen auf Lüdtkes Monographie. Wie Himmler mit dem „Anschluss Österreichs“ von seiner Verunglimpfung des mittelalterlichen Kaisertums abließ und seine „kleindeutsche“ Sichtweise in eine „großdeutsche“ ausweitete und 1944 sogar Karl den Großen als Reichsgründer ansehen konnte, so wandelte sich auch Lüdtkes Perspektive mit der wechselhaften Expansionspolitik der Nationalsozialisten. In seinem für den Schulgebrauch verfassten „Abriss der Deutschen Kaisergeschichte 900 bis 1250“ zählte er Otto I., den er wegen des „Bluts der fränkischen Großmutter“ 1936 noch den „niedersächsischen Weg“ für das römische Kaisertum aufgeben gesehen hatte, „zu den bedeutendsten Persönlichkeiten und Gestaltern unserer Geschichte“. Als 1939 die „entrissenen Ostlande zu Großdeutschland“ kamen – im 1939 bis 1945 kurzfristig wieder deutsch gewordenen Bromberg erhielt eine Straße seinen Namen –, schrieb er 1941 in seinem Buch Ein Jahrtausend Krieg zwischen Deutschland und Polen:
„Der Osten des neuen Jahrtausends steht im Zeichen des Hakenkreuzes. […] Mit der Zerschmetterung des Bolschewismus ist unser Ostland endgültig befreit worden. Der Sieg über den Bolschewismus aber ist zugleich ein Sieg über den Polen. Dies zu begründen ist nicht nötig. Wer den Osten kennt, weiß, daß es so ist. Er weiß auch, daß die Lösung der Judenfrage notwendig ist, in Europa und ganz besonders in Osteuropa. Alle diese Dinge stehen in einem inneren Zusammenhang. Erst mit der Beendigung des tausendjährigen Kampfes gegen Polen wurde der Weg offen für die Lösung der gesamten Ostfrage.“
Das Buch löste auf polnischer Seite allerdings eine Antwort aus, die als „Flaggschiff“ des polnischen Westgedankens in den vierziger Jahren bezeichnet wird – „Wojciechowskis Buch Polska-Niemcy. Dziesięć wieków zmagań (= Polen und Deutschland. Tausend Jahre des Ringens), dessen Titel [...] zweifellos auf das 1941 in Stuttgart veröffentlichte Buch von Franz Lüdtke Ein Jahrtausend Krieg zwischen Deutschland und Polen anknüpfte“. Wojciechowski entwickelte darin den Gedanken, dass Polen mit der „Rückkehr“ an Oder und Neiße „die Gesamtheit seiner Mutterlande“ wiedergewönne.

## Werk
Nach Kriegsende wurden zahlreiche von Lüdtke verfasste und herausgegebene Schriften in der Sowjetischen Besatzungszone und in der Deutschen Demokratischen Republik auf die Liste der auszusondernden Literatur gesetzt.

### Schriftsteller
Das dichterische Werk Lüdtkes ist vergessen. Es sind Gedichte (z. B. „Lieder eines Suchenden“, 1909; „Land an der Grenze“ 1938), Novellen („Die Nacht der Erlösung“), Romane („Menschen um 18“) und zuletzt historische Romane („König aller Deutschen. Roman des völkischen Aufbruchs“, 1942; „Das Reich ohne Grenzen. Roman deutscher Sendung“, 1944).

### Lyrik
In dem seit 1836 bis heute erscheinenden „Echtermeyer“ sind in der von Richard Wittsack gestalteten Ausgabe von 1936 zwei Gedichte abgedruckt, „Tod von Tannenberg“, eine Ballade über den Sieg Jagiellos über den „Deutschen Orden“ 1410 bei Tannenberg, und ein Stimmungsgedicht über die nach dem Ersten Weltkrieg an Polen gefallene Weichsel in Westpreußen, woher der Autor stammt.

### Historische Romane
Die späten Romane sollen die volkstumspolitische Tätigkeit und die Geschichtsschreibung Lüdtkes in eine epische Gesamtschau einbetten. Sie stehen in „großdeutschem“ Licht, wobei die mittelalterlichen Kaiser in romferne „germanische“ Tradition eingepasst werden: in die „Ostsicherung“ Europas gegen „Asien“, nämlich gegen Slawen, Ungarn, Awaren und Hunnen. Das zeigt sich z. B. in seinem „Roman des völkischen Aufbruchs“ von 1942, in dem er noch einmal Heinrich I. zur Hauptfigur macht. Karl der Große ist jetzt ein starker Herrscher, der Heinrich „den Weg gewiesen hat“. In seinem Sohn Otto I. fließen „die besten Blutströme des sächsischen Volkes“, „Bauernblut, das zur Scholle drängt, und Wikingerblut, das zur Ferne drängt“. Am Schluss legt Heinrich die von ihm erworbene Heilige Lanze in des neuen Königs Rechte, aber nicht mehr als christliches Symbol, sondern als „Wodes Speer“, Wotans Speer. – Wie sehr sich Lüdtke auch in der belletristischen Darstellung „germanisch-völkischer“ Geschichte seit Heinrich I. üben mochte, so kam er für Himmler doch nicht in die engere Auswahl von Autoren, die ihn als denjenigen preisen sollten, der diese Geschichte in der Fortsetzung des zum völkisch-rassistischen Ostimperialisten stilisierten Heinrichs I. im Programm Heinrich von der Wewelsburg aus zu vollenden sich vorgenommen hatte.

## Werke
- Die strategische Bedeutung der Schlacht bei Dresden, Berlin 1904
- Professor Sombarts "Deutsche Volkswirtschaft im 19. Jahrhundert", Leipzig 1905
- Die Geologie im erdkundlichen Unterrichte höherer Schulen, Wollstein 1907
- Führer durch Bromberg und Umgebung, Bromberg 1909
- Lieder eines Suchenden, Lissa i.P. 1909
- Kritische Geschichte der Apperzeptionsbegriffe, Leipzig
  - 1. Leibniz, 1911
- Polen und die Erwerbung der preußischen Königswürde durch die Hohenzollern, Bromberg
  - 1. Abhandlung, 1912
  - 2. Anlagen, 1913
- Der Deutsche Ritterorden, Leipzig [u. a.] 1914 (Digitalisat).
- Das deutsche Jahr, Leipzig 1915
- Preußische Kulturarbeit im Osten, Leipzig [u. a.] 1915 (Digitalisat).
- Gottes Heimkehr, Potsdam 1917
- Grenzwacht, Berlin [u. a.] 1917
- Deutsches Volkstum, Gotha 1918
- Geschlechtsleben und Geschlechtsnot, München 1918
- Wie Deutschlands Schüler den Weltkrieg erleben, Berlin 1918
- Heimat, Berlin 1920
- Menschen um 18, Barmen-U. 1920
- Ostmark und Volkshochschule, Berlin 1920
- Lieder und Balladen, Leipzig 1921
- Wann kommst du, Bismarck?, Berlin 1921
- Der Heilandsweg des Benedikt Freudlos, Leipzig 1922
- Die Nacht der Erlösung, Rudolstadt 1923
- Die grauen Blätter Valentin Brunns, des Goldmachers, Rudolstadt 1924
- Entrissene Ostlande, Leipzig 1927 (zusammen mit Fritz Braun und Wilhelm Müller-Rüdersdorf)
- Grenzmark Posen-Westpreußen, Leipzig 1927
- Das Jahr der Heimat, Lengerich i. Westf. 1927
- Ostmark, Berlin-Halensee 1927 (zusammen mit Emanuel Ginschel)
- Sturm über der Ostmark, Bielefeld 1927
- Spuren des Lichts, Berlin-Charlottenburg 1930
- Ostmark und Aufbruch, Oranienburg-Berlin 1932
- Alfred Rosenberg, Donauwörth 1934
- Deutschland – Scholle und Schicksal, Langensalza [u. a.] 1934
- Friedrich der Einzige, Leipzig 1934
- Rudolf Heß, Donauwörth 1934
- Armin, Deutschlands erster Führer, Leipzig 1935
- Der Deutsche Ritterorden, der Wiedereroberer und Kolonisator deutschen Ostraumes, Langensalza [u. a.] 1935
- Heinrich der Löwe, Niedersachsens großer Herzog, Leipzig 1935
- Heinrich I., der Deutsche, Leipzig 1935
- Otto von Bismarck, des zweiten Reiches Gründer und Kanzler, Leipzig 1935
- Die deutsche Ostgrenze im Wandel zweier Jahrtausende, Breslau 1936
- Deutschland, Treue und Trotz, Langensalza [u. a.] 1936
- König Heinrich I., Berlin 1936
- Kaiser Lothar der Sachse, Berlin 1937
- Land an der Grenze, Potsdam 1938
- Abriß der deutschen Kaisergeschichte 900 bis 1250, Leipzig 1939
- Armin reitet durch die Nacht, Goslar 1940
- Du heiliger deutscher Osten!, Breslau 1940
- Erbe im Blut, Goslar 1940
- Um Weichsel und Warthe, Leipzig 1940
- Widukind, ein Kämpfer für die Freiheit, Leipzig 1940
- Zweitausend Jahre deutscher Geschichte, Leipzig 1940
- Ein Jahrtausend Krieg zwischen Deutschland und Polen, Stuttgart 1941
- König aller Deutschen, Berlin 1942
- Ostland, München 1942
- Saat und Ernte, Mühlacker 1942
- Ordensland, Berlin 1943
- Das Reich ohne Grenzen, Berlin 1944

## Herausgeberschaft
- Robert Reinick: Eine sonnige Welt, München [u. a.] 1918
- Deutsche Ostmark, Berlin 1925
- Der Kampf um deutsches Ostland, Düsseldorf 1931 (herausgegeben zusammen mit Ernst Otto Thiele)
- Rufer des Ostens, Posen 1943